# 70式手槍
70式手槍（英語：Type 70 Pistol），是由朝鲜民主主义人民共和国生產的一種半自動手槍。

## 設計
70式是FN M1910、瓦爾特PP以及馬卡洛夫PM的結合體，但以前者為主。它採用反沖作用原理，內部結構為自行設計的，整體來說比較簡單。
70式發射7.65毫米勃朗寧槍彈，但槍身標識是7.62，採用7發單排彈匣，彈匣解脫鈕在握把底部。此外，該槍還擁有一套非同尋常的保險裝置，即手動保險為十字式，位於扳機之上，但非常不易於操作。

## 採用
70式普遍地裝備朝鮮人民軍的中高級軍官以及北韓警察，也曾大量出口到很多第三世界國家，大多以非洲國家的軍隊或警察為主。